# Острівний уряд Філіппін

## Стислі відомості
У 1902 році Конгрес США прийняв Філіппінський органічний закон, який організував уряд і слугував його основним законом. Цей закон передбачав посаду генерал-губернатора, призначеного президентом США, а також двопалатний законодавчий орган із призначеною Філіппінською комісією як верхньою палатою та повністю обраною, повністю обраною Філіппінами нижньою палатою, Філіппінською асамблеєю.
Термін «острівний» відноситься до того, що уряд діяв під керівництвом Бюро з питань островів США. В цей час у Пуерто-Рико та на Гуамі також існували островні уряди. З 1901 по 1922 рік Верховний суд США боровся з конституційним статусом цих урядів в Острівних справах. На самих Філіппінах термін «острівний» мав обмежене використання. На банкнотах, поштових марках та гербі уряд називав себе просто «Філіппінськими островами».
Філіппінський органічний закон 1902 року був замінений у 1916 році законом Джонса, який припинив роботу Філіппінської комісії та передбачив обирання обох палат філіппінського законодавчого органу. У 1935 році Острівний уряд було замінено Співдружністю. Статус Співдружності мав тривати десять років, протягом яких країна була б готова до незалежності.